# Dotadas (Olympionike)
Dotadas (altgriechisch Δωτάδας) war ein Sieger der Olympischen Spiele der Antike.
Der Messenier Dotadas war Sieger im Laufen bei den zehnten Olympischen Spielen, die 740 v. Chr. abgehalten wurden. Sein Name ist bei Eusebius von Caesarea überliefert, der sich auf die Weltchronik des Sextus Iulius Africanus bezieht.